# Paul von Mauser
Peter Paul Mauser, depois de 1912 von Mauser, (Oberndorf, 27 de junho de 1838 – Oberndorf, 29 de maio de 1914) foi um empresário e projetista de armas alemão. Juntamente com seu irmão, Wilhelm, foi o criador da espingarda Mauser Model 1871.

## Biografia
Mauser nasceu em Oberndorf am Neckar, no então Reino de Württemberg. Seu pai era originalmente um sapateiro e depois fez bainhas de couro para a Royal Rifle Factory em Oberndorf. Paul Mauser e seu irmão Wilhelm, que se tornara armeiros, viveram primeiro em condições modestas. Paul Mauser desenvolve várias armas de fogo com seu irmão, e mais tarde ele fundou a empresa Gebr Mauser com ele, que finalmente assumiu o controle da manufatura real.
Junto com seu irmão Wilhelm Mauser, Peter Paul Mauser projetou o rifle Mauser Modelo 1871, o primeiro de uma linha de rifles e pistolas Mauser de sucesso. O rifle foi adotado como Gewehr 71 ou Infanterie-Gewehr 71 e foi a primeira arma de cartucho de metal do Império Alemão. Enquanto Wilhelm cuidava desse lado comercial da fábrica, Paul provou ser o engenheiro mais capacitado tecnicamente.
Peter Paul von Mauser fez contribuições significativas para o projeto de rifles de ação de ferrolho e combinou e melhorou com sucesso vários conceitos de engenharia de ação de ferrolho. O desenvolvimento da ação de ferrolho da empresa Mauser resultou nas séries de rifles Gewehr 98 e Karabiner 98k, que foram os mais recentes de uma linha de rifles de ação de ferrolho Mauser que começaram com o Mauser Modelo 1889 e foram adaptados em 1889 e na década de 1890 como rifles de serviço por vários países. O design de ação de ferrolho usado para o Gewehr 98 foi patenteado por Paul Mauser em 9 de setembro de 1895. Além dos fuzis, Paul Mauser também desenvolveu revólveres, sendo que o primeiro revólver projetado pela Mauser foi o revólver Mauser C78. Em 1896, Paul Mauser desenvolveria a pistola C96, que foi uma das primeiras pistolas semiautomáticas da história.
Inicialmente, os projetos de Mauser foram mais bem-sucedidos no exterior do que na Prússia, mas o Conselho de Revisão de Rifles Prussianos em Spandau optou pelo rifle de 1888 desenvolvido por ele mesmo. Paul Mauser projeta com a Ordem Imperial um modelo aprimorado deste rifle.
O nome de Mauser é inseparável da construção do rifle de infantaria de 1893 para a Espanha, carabina de 1894 e rifle de infantaria de 1896 para a Suécia, com modelos de rifle para o Peru, Bélgica, Argentina, Brasil (1894), Chile (1895), depois Costa Rica, República Dominicana, El Salvador, Guatemala, Honduras, Nicarágua, Venezuela, México (1902) e Turquia. As entregas a esses países tornam o nome Mauser uma garantia mundialmente conhecida de qualidade para armas precisas.
A construção do rifle Gewehr 98 foi pessoalmente elogiada pelo Kaiser Wilhelm II em 5 de abril de 1898. Mauser perdeu o olho esquerdo em 1901 como resultado de uma explosão de cartucho durante um teste de disparo do C98 de carregamento automático.
Peter Paul von Mauser também projetou os cartuchos de espingarda Mauser 7,65 × 53 mm (1889) e 7 × 57 mm Mauser (1892). Esses cartuchos eram designs de cartucho de serviço de alto desempenho em comparação com outros cartuchos de serviço de pó sem fumaça contemporâneos, como Lebel de 8 mm (1886), Mannlicher 8 × 50 mmR (1890) e 0,303 britânico (1891).
Mauser foi membro do Reichstag Alemão pelo Partido Liberal Nacional de 1898 a 1903, um partido que apareceu no Reino de Württemberg como um partido alemão. No Reichstag, ele representa o 8º distrito de Württemberg (Freudenstadt, Horb, Oberndorf, Sulz). Foi nomeado candidato graças a uma aliança dos conservadores, da Federação dos Agricultores e dos Liberais Nacionais e, após a sua eleição para o Reichstag, juntou-se ao Grupo dos Liberais Nacionais como convidado.
Em 1912, ele recebeu a moeda comemorativa Grashof da Associação dos Engenheiros Alemães.

## Designs

### Rifles
- Mauser Modelo 1871
- Mauser Modelo 1889
- Gewehr 98

### Armas curtas
- Mauser C78 "Zig-Zag" (1878)
- Mauser C96 (1896)

### Cartuchos
- 7.65×53mm Mauser (1889)
- 7×57mm Mauser (1892)

## Literatura
- Paul Gehring (1941), Wilhelm (1834–1882) und Paul Mauser (1838–1914): Erfinder und Fabrikanten von Gewehren und sonstigen Handfeuerwaffen. In: Hermann Haering und Otto Hohenstatt (Hrsg.), Schwäbische Lebensbilder, Bd. 2. Stuttgart: W. Kohlhammer, P. 314–339.
- Wolfgang Seel: Mauser, Paul von. In: Neue Deutsche Biographie (NDB). Band 16, Duncker & Humblot, Berlin 1990, ISBN 3-428-00197-4, P. 448 f.